# Битка при Сльойс
Битката при Сльойс (на английски: Battle of Sluys; на френски: Bataille de l'Écluse) е първото голямо сражение от Стогодишната война (24 юни 1340). Състои се в залива Сльойс на границата между нидерландските провинции Зеландия и Фландрия, където французите са събрали голям флот за нападение срещу Англия. То е морско, но е проведено по сухопътен маниер и носи решителна победа за английския крал Едуард III. Не само проваля френските замисли, но и дава на англичаните възможност да прехвърлят собствените си войски във Франция.

## Предистория
Пиратска война се води в Ламанша и преди френският крал Филип VІ да анексира Аквитания (24 май 1337), което се счита за начало на войната. Пиратските набези от двете страни са израз на нарастващото напрежение. Французите са по-агресивни, те използват като повод английските нападения срещу техния съюзник Шотландия. Цялостното усещане е, те имат надмощие и че могат да осъществят десант на острова, който ще доведе до бързата им победа. Опожарват Саутхемптън и Доувър, завземат остров Уайт и остров Гърнси (от групата на Нормандските острови). Налага се английският парламент да разпореди създаването на специални охранителни отреди в южните графства, които нарича gardes de la mer. На 23 май 1339 г. Филип VІ дава нареждане за десант в Англия и корабите започват да се събират в залива Сльойс. За техен командир е определен адмирал Юг Киере.
Повечето кораби, използвани в битката, са от типа ког. Те са здрави, едномачтови, с висок борд и заоблено тяло. Изобретени са от прочутия съюз на морски градове Ханза и служат както за търговия, така и за бой. Преминаването от едната към другата дейност става съвсем лесно. Екипажът е малоброен (18 - 20 души), но при нужда могат да се натоварят около 50 войници.

## Ход на битката
Едуард ІІІ добре разбира колко голяма е опасността и прави всичко възможно да събере достатъчно голям флот. Срещу внушителните 213 френски кораба той разполага със 150. На борда им е натоварил 4000 рицари и 12 000 стрелци с лък. Тези цифри, дадени ни от основния извор за епохата – Хрониката на Жан Фроасар – се считат за преувеличени. За жалост с други не разполагаме. На краля помагат верните му генерали Уилям де Боън (граф на Нортхемптън) и Уолтър Моуни.
Едуард възнамерява с дръзка акция да ликвидира френския флот още в базата му. За целта дава нареждане за отплаване без да го е обсъждал предварително. Само за два дни англичаните достигат противника и го заварват съвършено неподготвен. Когато английските съгледвачи докладват на своя господар, те му казват, че са видели гора от мачти. Едуард не се уплашва, а е все по-убеден, че ще победи лесно. На 24 юни сутринта той разделя флота си на три ескадри, оставя резерв и дава сигнал за нападение.
При Сльойс никоя от страните не прилага морска тактика. Един историк описва случилото се така: „Тя [битката] е чудесен пример за средновековната военноморска стратегия, при която корабите осигуряват твърдина, върху която войниците воюват по начин, свързван обикновено със сухопътните битки“. Английските кораби опират бордовете си във френските и войниците им се прехвърлят на тях, вземайки ги на абордаж. Първи стрелците помитат палубата, после се втурват рицарите. Французите нямат никакво пространство за действие. Те буквално се оставят да бъдат смазани от силата на англичаните. И така, палуба след палуба, кораб след кораб, англичаните напредват и за девет часа стават пълни господари на положението. Само 23 френски кораба успяват да се измъкнат при падането на нощта.

## Последици
Френският десантен флот претърпява пълна катастрофа. Той е унищожен или пленен - 166 кораба попадат в ръцете на англичаните в отлично състояние. Излишно е да се казва, че това отменя плановете за нападението. Вместо това англичаните стават господари на Ламанша. Благодарение на това те пренасят военните действия на континента и така се подготвя една от характерните черти на Стогодишната война - воденето ѝ на френска територия. Много скоро англичаните опитват да превземат Турне, а след това провеждат и прочутата кампания с битката при Креси. От друга страна обаче надмощието на англичаните по море не е абсолютно. Френските корсари бързо се окопитват и започват безогледни нападения срещу английски кораби и пристанища. По-късно през войната на тяхна страна ще се намесят и кастилците и комуникациите през протока ще станат съвсем несигурни.